# Urmas Kaldvee
Urmas Kaldvee, né le 20 novembre 1961 à Võru, est un biathlète estonien. 

## Biographie
Il commence sa carrière internationale avec l'équipe soviétique à la fin des années 1980 et au début des années 1990, recevant quelques sélections pour la Coupe du monde, avec une huitième place à l'individuel de Kontiolahti.
Aux Championnats du monde 1992, il remporte la médaille de bronze à la course par équipes, avec Hillar Zakhna, Aivo Udras et Kalju Ojaste. Cela reste la seule médaille de l'Estonie aux Championnats du monde. Aux Championnats du monde 1993, il se classe quinzième du sprint.
Zahkna prend part aux Jeux olympiques en 1992 et 1994. Il prend sa retraite sportive à l'issue de la saison 1993-1994.
Son fils Martten Kaldvee est aussi biathlète.

## Palmarès

### Jeux olympiques d'hiver
| Épreuve / Édition | Individuel | Sprint | Relais |
| Albertville 1992  | 48e        | 31e    | 11e    |
| Lilehammer 1994   | -          | -      | 13e    |

- - : pas de participation à l'épreuve.

### Championnats du monde
- Novossibirsk 1992 :
  -  Médaille de bronze de la course par équipes.